# Wohnhäuser Prager Straße

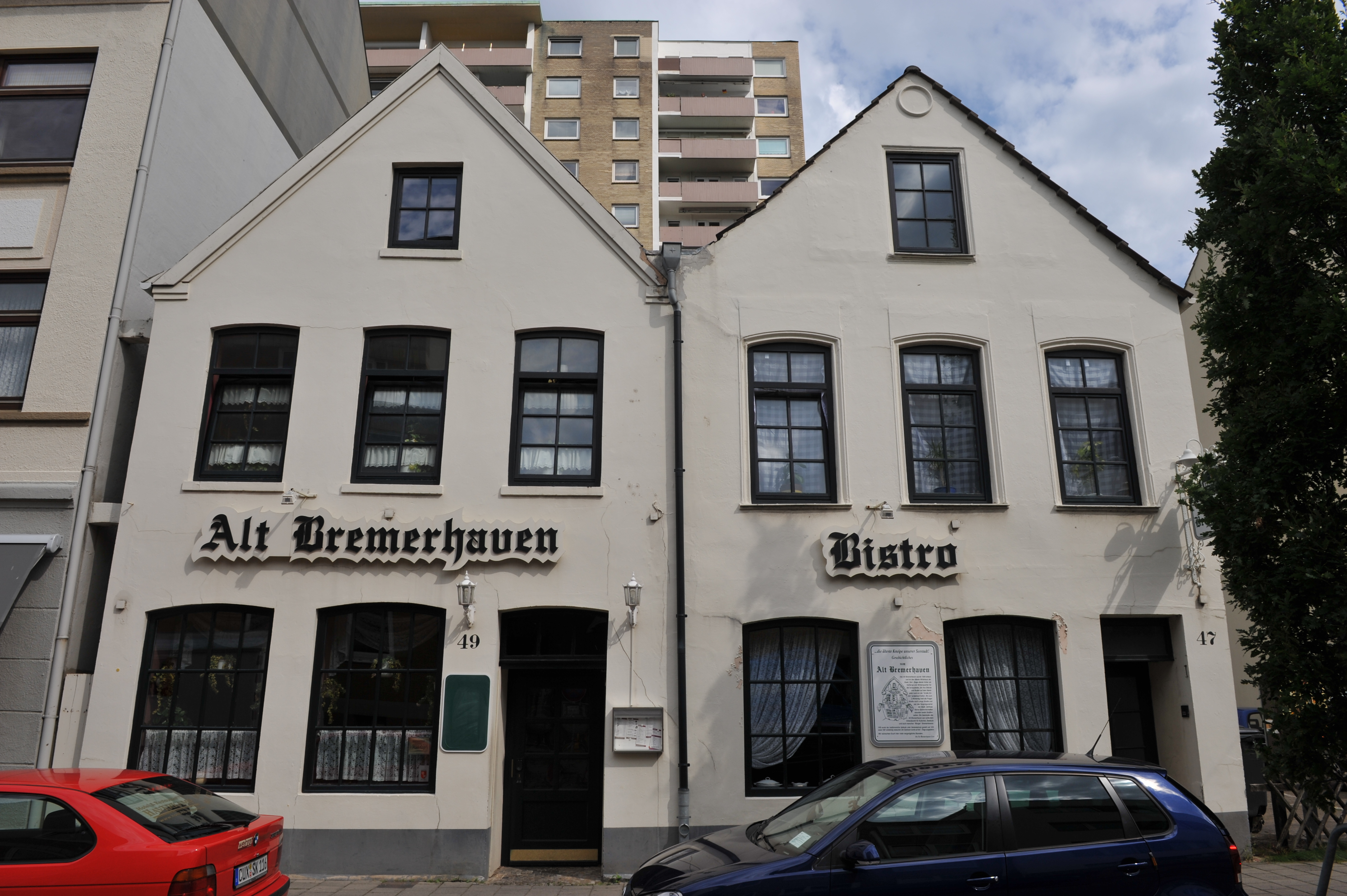
Nr. 47 und 49

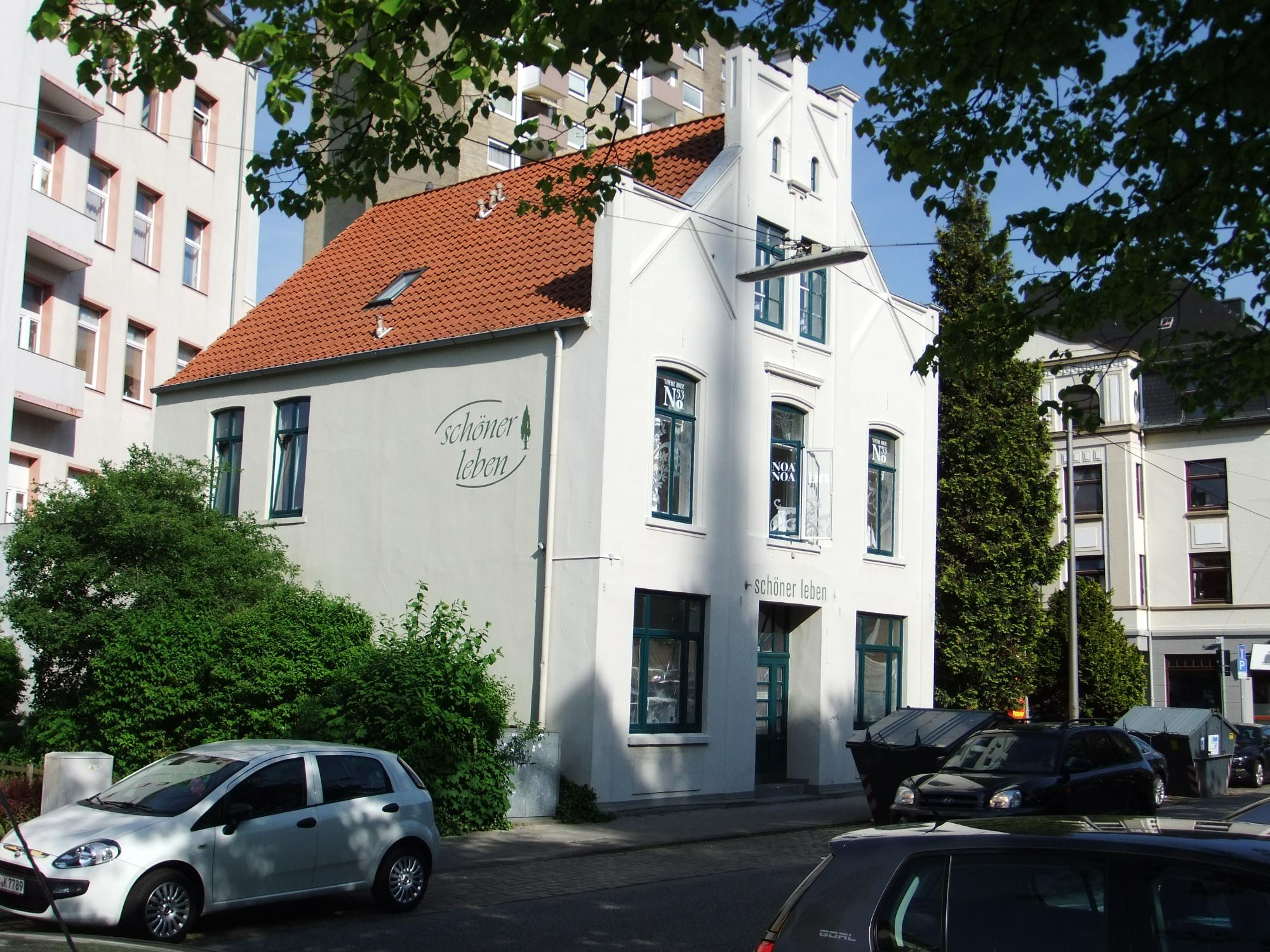
Nr. 53

Die Wohnhäuser Prager Straße 47, 49 und 53 in Bremerhaven-Mitte, entstanden um 1850 und um 1865.
Die Gebäude stehen seit 1979 bzw. 1982 unter Bremer Denkmalschutz.

## Geschichte
Das 1827 gegründete Bremerhaven, heute Stadtteil Mitte, wuchs schnell; zunächst nach Osten bis an die Geeste. Die Häuser Nr. 47 und Nr. 49 gehören zu den wenigen nach 1944 noch erhaltenen Wohnhäusern der ersten Siedlungsphase.
In der Bauepoche des Klassizismus entstanden um 1850 die beiden zweigeschossigen verputzten Giebelhäuser Nr. 47 und 49 mit einem Satteldach. Später um 1862 erfolgte ein Umbau im Erdgeschoss; zwei Läden entstanden.
Das Gebäude Nr. 53 wurde um 1865 in der Bauepoche des Historismus gebaut. Prägend ist der verspielte dreigeschossige Mittelrisalit mit einem geraden Abschluss in der Giebelfront. Lili Marleen hieß früher auch eine kleine Kneipe in dem Haus.
Die sanierten Häuser inmitten der bis zu 14-geschossigen Wohnhäuser werden heute (2018) als Wohnungen bzw. Ferienwohnungen (Nr. 53) genutzt und im Erdgeschoss als Gaststätten und Läden (Nr. 53).
Die Prager Straße ist eine Parallelstraße der Bürgermeister-Smidt-Straße (1849: Leher-Straße) in Süd-Nord-Richtung. 1849 hieß sie noch Langestraße.